# Niels Pedersen-Nyskov
 Der er flere personer med dette navn, se Niels Petersen.
Niels Pedersen-Nyskov (8. april 1850 i Homå ved Grenaa – 29. marts 1922 i Skødstrup) var en dansk gårdejer og politiker fra Venstre. Han var formand for Folketinget fra 1913 til sin død.

## Tidlig politisk karriere
Hans forældre var gårdejer Peder Larsen (1813-1893) og Anne Jensdatter (1812-1884), der kom fra Fyn. Skønt opvokset i Jylland, gav han mere indtryk af at være fynbo. Han blev tidligt påvirket af grundtvigianismen, var på Ryslinge, Askov og Skovgaard højskoler og overtog 1870 gården Nyskov ved Thorsager, som han drev til 1917 og i 1906 tog navn efter. Han var tidligt engageret i lokalpolitik, bl.a. opflammet af provisorietidens kampe. Han var således sognefoged 1877-80, sognerådsformand 1883-88, medlem af Randers Amtsråd 1877-1901 og havde et par gange været opstillet til Folketinget (1887 i Ebeltoftkredsen, 1892 i Mariagerkredsen), før han 1895 valgtes i Grenaakredsen, hvor han genvalgtes til sin død. 1897 var han medstifter af Randers Venstreblad.

## I Folketinget
Han fik hurtigt indflydelse på tinge, hvor han tilhørte den mere radikale fløj af Venstrereformpartiet. Allerede 1896-99 bestred han det betydningsfulde hverv som ordfører for Statshusmandsloven, hvad han også blev ved de senere behandlinger af loven indtil 1910. Denne sag optog ham stærkt, og ved hans indsats som kommissionsformand blev Randers Amt af alle amter det, der straks udnyttede loven mest. Som medlem af Husmandskommissionen af 23. september 1901 var han med til at skaffe de små landbrugere husmandsskolerne. Hans synspunkter vedrørende jordspørgsmålet var ofte vidtgående, og 22. marts 1906 og 27. november 1908 udtalte han sig for offentligt fæste og for statslige ekspropriationsinitiativer. Hans andet interesseområde var skolesager. Han tog sjældent ordet, men lagde især sine kræfter i kommissionsarbejde.

## Ordførerskaber
Han havde flere vigtige ordførerskaber, således som medlem af Finansudvalget (fra 1901) for Kultusministeriets budget, var 1910-13 formand for Finansudvalget, 1914-18 og 1919-22 statsrevisor, var 1912-13 tingets 2. viceformand og efter Anders Thomsens overgang til Landstinget fra 1913 til sin død dets formand, hvor han afløste J.C. Christensen, der i et år midlertidigt havde været formand.

## Senere tid
Med årene blev han mere moderat, og han nægtede under Påskekrisen 1920 at kalde Folketinget hjem fra dets ferie, men påkaldte sig i andre sammenhænge til tider en vis misfornøjelse hos sine partifæller. 25. oktober 1921 under en debat om arbejdsløshed lod han dog tilhørerpladserne rømme på grund af uorden. Under hans formandskab blev møderne i folketingssalen længere, hvilket kulminerede 18.-19. november samme år, hvor et møde varede hele 20 timer.
Ved den store Dybbølfest 1920 talte han med værdighed på Rigsdagens vegne. Han blev Ridder af Dannebrog 1905 og Dannebrogsmand 1915.
Pedersen-Nyskov blev gift 28. september 1875 i Ålsø Kirke med Maren Bønløkke (Bønnelykke) (16. november 1852 i Ålsrode – 5. november 1938 i Aarhus), datter af gårdejer, senere folketingsmand Christen Christensen Bønløkke (1828-1908) og Marie Rasmusdatter (1829-1904).
Han er begravet på Thorsagers assistenskirkegård, hvor Elias Ølsgaard i 1924 udførte en gravsten med portrætmedaljon. I Folketinget findes Julius Paulsens portrætmaleri af Pedersen-Nyskov, som også er portrætteret på Oscar Matthiesens maleri fra 1923 af den grundlovgivende Rigsdag. I 1927 rejste Venstre en mindesten for ham ved Vesterport i Grenaa med portrætmedaljon, udført af Charles Arvesen.